# Dansk AlmenMedicinsk Database
Dansk AlmenMedicinsk Database (DAMD) er en database organiseret under Dansk Almenmedicinsk KvalitetsEnhed (DAK-E), der drives af en fond etableret i kraft af landsoverenskomsten mellem Danske Regioner og Praktiserende Lægers Organisation.
Den 28. september 2014 vurderede flere jurister med speciale i sundhedsret over for DR P1's Orientering at praktiserende lægers indberetninger til DAMD i årevis var sket i strid med loven.
Den 5. oktober tiltrådte styregruppen for DAMD, at indsamlingen af data til DAMD fra de alment praktiserende lægers patientjournal for andre sygdomme end KOL, diabetes, hjertesvigt og depression blev indstillet midlertidigt fra den 30. september.
Den 3. december bad Statens Arkiver i en mail Region Syddanmark om ikke at slette data fra databasen, før regionen havde lavet en arkiveringsversion. Statens Arkiver henviste til en bekendtgørelse om bevaring af arkiver fra sygehuse. Det fremgik ikke, hvordan bekendtgørelsen vedrørte data i DAMD-databasen, som udelukkende var indsamlet fra praktiserende læger. Rigsarkivet (et arkiv under Statens Arkiver) udtalte endvidere til DR at myndighederne agtede at udstede en supplerende bevaringsbestemmelse for DAMD hvis databasen "efter en nærmere prøvelse" skulle vise sig ikke at falde ind under bekendtgørelse 994 af 3. august 2010. Den 27. marts 2015 modtog Region Syddanmark en såkaldt arkiveringsbestemmelse fra Rigsarkivet, der instruerede regionen at den ikke længere måtte slette oplysninger om enkelt-borgere i databasen, og patienters mulighed for at anmode herom blev derfor fjernet.
28. maj blev databasen slettet. 